# Уртанс, Марис
Марис Уртанс (латыш. Māris Urtāns; род. 9 февраля 1981, Рига) — латвийский легкоатлет, специалист по толканию ядра. Выступал за сборную Латвии по лёгкой атлетике в 2000-х и 2010-х годах, обладатель бронзовой медали чемпионата Европы, многократный победитель и призёр первенств национального значения, участник двух летних Олимпийских игр.

## Биография
Марис Уртанс родился 9 февраля 1981 года в Риге.
Окончил Латвийскую спортивно-педагогическую академию, проходил подготовку под руководством тренера Гунтарса Гайлитиса.
Впервые заявил о себе в лёгкой атлетике на международном уровне в сезоне 2000 года, когда вошёл в состав латвийской национальной сборной и выступил в метании диска на юниорском мировом первенстве в Сантьяго (50,63).
В 2001 году метал диск на молодёжном европейском первенстве в Амстердаме (49,40).
Начиная с 2003 года специализировался на толкании ядра, в частности в этой дисциплине выступил на молодёжном европейском первенстве в Быдгоще (17,61).
Будучи студентом, в 2005 году представлял Латвию на Универсиаде в Измире, где с результатом 18,07 метра стал девятым.
В 2006 году толкал ядро на чемпионате Европы в Гётеборге (18,40).
В 2007 году участвовал в чемпионате Европы в помещении в Бирмингеме (18,59), выиграл серебряную медаль на Универсиаде в Бангкоке (19,38), где уступил только россиянину Максиму Сидорову, стартовал на чемпионате мира в Осаке (19,17).
В 2008 году одержал победу на чемпионате Латвии в Валмиере (19,48). Благодаря этой победе удостоился права защищать честь страны на летних Олимпийских играх в Пекине — толкнул ядро на 19,57 метра, чего оказалось недостаточно для преодоления предварительного квалификационного этапа.
В 2009 году был лучшим на чемпионате Латвии в Вентспилсе (18,28), занял пятое место на Универсиаде в Белграде (19,09) выступил на чемпионате мира в Берлине (19,89).
В июне 2010 года на соревнованиях в Белграде установил свой личный рекорд в толкании ядра — 21,63 метра (всего на 11 см меньше рекорда Латвии, установленного в 1984 году Янисом Боярсом). Также в этом сезоне победил на чемпионате Латвии в Екабпилсе (17,36), завоевал бронзовую медаль на чемпионате Европы в Барселоне (20,72).
В 2011 году толкал ядро на чемпионате Европы в помещении в Париже (19,32). Должен был стартовать на чемпионате мира в Тэгу, но из-за травмы в конечном счёте снялся с соревнований.
На чемпионате Европы 2012 года в Хельсинки выступил с результатом 19,25 метра. Выполнив олимпийский квалификационный норматив, благополучно прошёл отбор на Олимпийские игры в Лондоне — на сей раз в толкании ядра показал результат 19,13 метра, вновь остановился на предварительном квалификационном этапе.
После лондонской Олимпиады Уртанс остался действующим спортсменом на ещё один олимпийский цикл и продолжил принимать участие в крупнейших международных стартах. Так, в 2014 году он толкал ядро на чемпионате Европы в Цюрихе (18,35).
В 2015 году стартовал на чемпионате Европы в помещении в Праге — провалил все три попытки в толкании ядра, не показав никакого результата.
На чемпионате Латвии 2020 года в Елгаве в результатом 15,72 метра добавил в послужной список ещё одну награду золотого достоинства.